# Mylène Farmer
Mylène Farmer (rojena kot Mylène Jeanne Gautier [milɛn ɡotje]), francoska pevka, tekstopiska in priložnostna igralka ter pisateljica, * 12. september 1961, Pierrefonds, Québec, Kanada.
Prodala je več kot 30 milijonov albumov in je ena izmed najuspešnejših francoskih glasbenih izvajalcev vseh časov. Ima rekord največjega števila hitov francoskih lestvic do sedaj.